# Xã Eagles Nest, Quận St. Louis, Minnesota
Xã Eagles Nest (tiếng Anh: Eagles Nest Township) là một xã thuộc quận St. Louis, tiểu bang Minnesota, Hoa Kỳ. Năm 2010, dân số của xã này là 242 người.